# Charles-Auguste Questel
Pour les articles homonymes, voir Questel.
Charles-Auguste Questel, né à Paris le 19 septembre 1807 et mort à Paris le 30 janvier 1888, est un architecte français.

## Biographie
Il est architecte diocésain de Nîmes, Marseille, Ajaccio. En 1844, il obtient un second grand prix de Rome avec un projet de palais pour l'Académie de Paris. Il est membre de la Commission des monuments historiques de 1848 à 1879. Architecte des bâtiments civils de Versailles en 1849, il devient inspecteur général en 1862. Il est fait chevalier de la Légion d'honneur en 1864. Il est élu membre de l'Académie des beaux-arts en 1871. 

## Élèves
- Henri Chaine
- Alfred Chapon
- Alphonse Gosset
- Achille Joyau
- Jean René Pierre Litoux
- Louis Sainte-Marie Perrin
- Pierre-Alexandre Richard[1]
- Marius Toudoire

## Principales réalisations
- L'abbatiale de Saint-Gilles
- L'église Saint-Paul de Nîmes
- L'hôpital Sainte-Anne à Paris
- Le Musée-bibliothèque de Grenoble
- Aménagements autour du pavillon du Butard à la Celle Saint-Cloud
- Réfection de la Galerie dorée de l'Hôtel de Toulouse à Paris

## Iconographie
- Henri Michel Antoine Chapu, médaillon de Charles-Auguste Questel, bronze. Coll. Musée de Grenoble (MG 83-34)